# 빌헬름 타우베르트

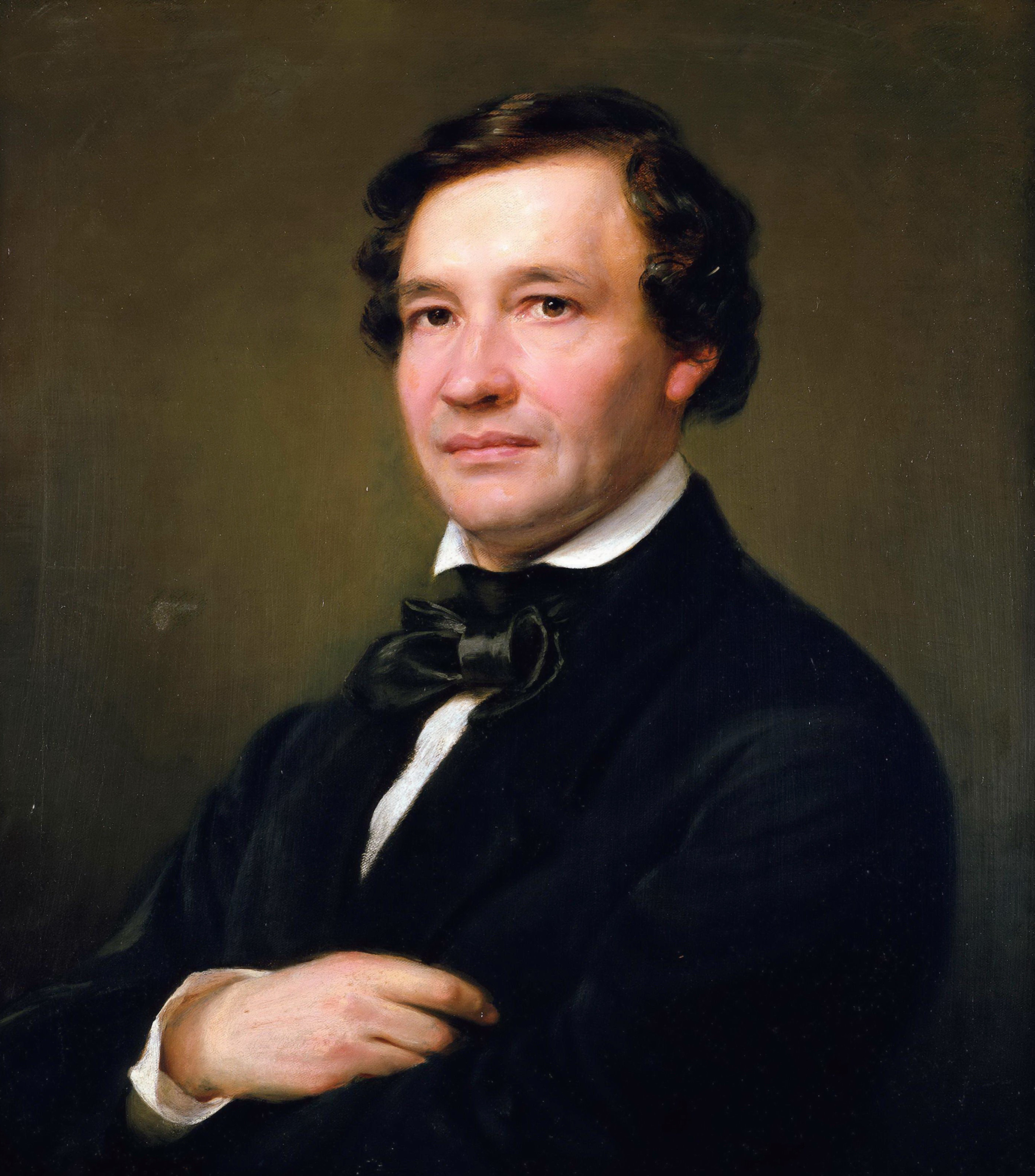
1862년 빌헬름 타우베르트.

카를 고드프리드 빌헬름 타우베르트(독일어: Carl Gottfried Wilhelm Taubert, 1811년 3월 23일 ~ 1891년 1월 7일)는 독일의 피아니스트이자 작곡가, 지휘자이다. 그는 문헌학자이자 작가인 에밀 타우베르트(Emil Taubert)의 아버지이기도 하다.

## 생애
1811년 베를린에서 태어난 타우베르트는 루트비히 베르거에게 피아노를, 베른하르트 클라인으로부터 작곡을 교육 받았다. 1831년, 타우베르트는 베를린 궁정 콘서트의 반주자 겸 부지휘가가 되었다. 1845년에서 1848년 동안에는 베를린 왕립 오페라의 음악 감독을, 1845년에서 1869년 동안에는 베를린의 궁정 지휘자로 활동했다. 또한 그는1865년부터 프로이센 예술 아카데미의 음악 교수로 재직했다. 그의 제자 중 유명한 인물로는 테오도르 쿨락이 있다.
그는 6개의 오페라와 4개의 교향곡, 4개의 현악 사중주, 피아노와 첼로를 위한 협주곡, 기타 관현악, 합창, 부수 음악, 피아노 작품 등 300곡 이상의 음악을 남겼다. 그의 초창기 작곡들은 그의 스승 베르거의 동문인 작곡가 펠릭스 멘델스존의 찬사를 받았다.
1891년 타우베르트는 그가 태어난 베를린에서 사망한다.
그는 할레셰스 토르 남쪽의 크로이츠베르크에 있는 프로테스탄트 예루살렘 교회와 새 교회 회중의 묘지 1호("Friedhof I der Jerusalems- und Neuen Kirchengemeinde")에 안장되었다.

## 오페라
- 1832년 1월 23일, 베를린, 왕립 극장, 희극 오페라 작품명: 시장(Die Kirmes), 에두아르트 데브리앙의 대본 집필작.
- 1834년 9월 14일, 베를린, 왕립 극장, 작품명: 집시들(Die Zigeuner), E.데브리엔트(E. Devrient) 대본 집필작.
- 1842년 2월 15일, 베를린, 왕립 극장, 희극 오페라 작품명: 후작과 도둑(Marquis und Dieb), L. 슈나이더(L Schneider) 대본 집필작.
- 1857년 11월 16일, 벨를린, 왕립 극장, 작품명: 맥베스(Macbeth), FH 예거스(Eggers) 대본 집필작.
- 1874년 11월 13일, 베를린, 왕립 극장, 희극 오페라 작품명: 십이야(oder Was ihr wollt), E. 타우베르트(Taubert) 대본 집필작.
- 1953년 10월 9일, 베를린, 왕립 극장, 작품명: 달리는 사람(Joggeli), H. 클로스터(Kloster) 대본 집필작.

## 참조
- 스탠리 새디(Stanley Sadie) (ed. ): "Taubert, Wilhelm", in: The New Grove Dictionary of Opera (London: Macmillan, 1992),ISBN 0-333-73432-7